# Свети Петер
Свети Петер (на словенски: Sveti Peter) е село в Словения, Обално-крашки регион, община Пиран. Според Националната статистическа служба на Република Словения през 2015 г. селото има 403 жители.